# Mätäsjärvi (sjö i Saarijärvi, Mellersta Finland)
Mätäsjärvi är en sjö i kommunen Saarijärvi i landskapet Mellersta Finland i Finland. Den är 8,9 meter djup. Arean är 38 hektar och strandlinjen är 3,52 kilometer lång. Sjön  ingår i Kymmene älvs huvudavrinningsområde.   Den ligger omkring 68 kilometer norr om Jyväskylä och omkring 290 kilometer norr om Helsingfors. 
Mätäsjärvi ligger öster om Saarinen. 